# 校刊
校刊是由學校出版的閱讀刊物，是學生自主管理的一環，通常為每學年或每學期發行一期。依出版時間不同，又可分為季刊、月刊、週刊、日刊等，而依出版式樣不同，又可稱做校報。名稱上不一定稱做校刊二字，可為其他自行命名的稱呼，校刊為一種統稱。
校刊的編輯群多為學生組成，一般而言是由學校的學生會所主持，部分學校亦有獨立出來的社團專門執行校刊編輯事宜，如校刊社。
校刊的內容主要以報導學校事務為主，比如校長的話、老師的話、距上一期間發生的比賽、事記等等。不過不一定侷限於與學校有關的事，也有社論、論文、徵文寫作、專題研究，內容非常多元。
在從無到有的過程中，學生為計畫的主導者，師長則為協助者。舉凡內容規劃、採訪、排版、編輯等皆由學生處理。在印刷的部份，可分學校自主印刷，或是外包廠商印刷。製作過程中，師長通常不干涉其內容，只在必要的環節上給予協助。
早先的校刊可以是裝訂成冊，或者以報紙形式發表。後來數位時代來臨，也有網路發表之電子報，以及光碟等多媒體形式。

## 其他校園媒體
- 校報
- 學生報
- 校園電台
- 校園電視臺
- 學院大字報